# Кродо
Кродо (лат. Crodo) — божество времени в саксонской и западнославянской мифологии, описанное хронистом Конрадом Бото. Существование у славян и саксов такого божества подвергается сомнению.
Конрад Бото в своей «Саксонской хронике» (Chronecken der Sassen, 1492) упоминает славянского бога Кродо (Crodo) или Сатара, алтарь которого имелся в Госларе и чьё имя носил соляной источник возле Бад-Гарцбурга. Возможно, что имя Кродо образовано от Кронос, а Сатар — из Сатурн.
В Госларском музее экспонируется так называемый «алтарь Кродо» — католический алтарь конца XII века из кафедрального собора города. Согласно поздней легенде начала XVIII века, этот алтарь использовался в храме Кродо.
В Ура-Линда, подложной хронике древних фризов, на с. 45 нарисованы три колеса с шестью спицами, которые подписаны как Вральда, Исток и Начало, а в тексте следует пояснение «Это — кродер, колесо, вечно вращающееся вместе с Юлом».